# Callitula nigricoxa
Callitula nigricoxa är en stekelart som beskrevs av Kamijo 1981. Callitula nigricoxa ingår i släktet Callitula och familjen puppglanssteklar. Inga underarter finns listade.